# Stadtroda
Stadtroda è una città della Turingia, in Germania.
Appartiene al circondario della Saale-Holzland (targa SHK).
Stadtroda svolge il ruolo di "comune amministratore" (Erfüllende Gemeinde) nei confronti dei comuni di Möckern e Ruttersdorf-Lotschen.

## Storia
Anticamente la città si chiamava semplicemente Roda.
Il 1º gennaio 2019 vennero aggregati alla città di Stadtroda i comuni di Bollberg e Quirla.